# Mimon cozumelae
Mimon cozumelae (Goldman, 1914) è un pipistrello della famiglia dei Fillostomidi diffuso in America centrale e meridionale.

## Descrizione

### Dimensioni
Pipistrello di medie dimensioni, con la lunghezza della testa e del corpo tra 61 e 75 mm, la lunghezza dell'avambraccio tra 53 e 61 mm, la lunghezza della coda tra 15 e 23 mm, la lunghezza del piede tra 16 e 19 mm, la lunghezza delle orecchie tra 33 e 38 mm e un peso fino a 25 g.

### Aspetto
La pelliccia è lunga, arricciata e si estende fino alla base dell'avambraccio. Le parti dorsali sono bruno-dorate brillanti, mentre le parti ventrali sono leggermente più chiare. Il muso è relativamente corto, gli occhi sono piccoli. Sul labbro è presente un piccolo cuscinetto carnoso a forma di V. La foglia nasale è molto lunga e lanceolata. Le orecchie sono grandi, separate ed appuntite. Sono presenti delle macchie bianco-grigiastre distinte alla base posteriore delle orecchie. Il trago è lungo ed appuntito. Le estremità alari sono biancastre. Le ali sono attaccate posteriormente sulle caviglie. La coda è relativamente lunga e si estende fino al primo terzo dell'ampio uropatagio. Il calcar è più lungo del piede. Il cariotipo è 2n=34 FNa=56.

## Biologia

### Comportamento
Si rifugia in gruppi da 2 a 20 individui all'interno di grotte calcaree, tunnel, canali di irrigazione e strutture simili.

### Alimentazione
Si nutre si parti vegetali, artropodi catturati sulla vegetazione ma anche di piccoli vertebrati.

### Riproduzione
Danno alla luce un piccolo alla volta al culmine della stagione delle piogge.

## Distribuzione e habitat
Questa specie è diffusa nel Messico meridionale, Belize; Guatemala nord-orientale, Honduras settentrionale, Nicaragua, Costa Rica e Panama orientali, Colombia occidentale.
Vive nelle foreste secche e semi-decidue e nelle foreste mature di pianura.

## Conservazione
La IUCN Red List, considerato il vasto areale e la popolazione presumibilmente numerosa, classifica M.cozumelae come specie a rischio minimo (Least Concern)).